# George Zucco
George Zucco (* 11. Januar 1886 in Manchester, England; † 27. Mai 1960 in Los Angeles, Kalifornien) war ein britischer Film- und Theaterschauspieler.

## Leben
George Zucco begann seine Schauspiellaufbahn im Jahr 1908 in Kanada am Theater. In dem folgenden Jahrzehnt trat er in Nordamerika in Vaudeville-Produktionen auf, unter anderem spielte er in einem komischen Sketch The Suffragette. In den 1920er-Jahren arbeitete er erfolgreich als Bühnenschauspieler in England und erwarb sich einen Ruf als Charakterdarsteller. 1931 gab der damals 45-jährige Zucco sein Filmdebüt in der britischen Produktion Dreyfus an der Seite von Cedric Hardwicke, ehe er wieder in die Vereinigten Staaten zurückkehrte.
Im Jahr 1935 trat er in der Rolle des Benjamin Disraeli in dem Bühnendrama Victoria Regina auf. Durch diesen Erfolg wurden die Talentsucher der MGM-Studios auf ihn aufmerksam und nahmen ihn unter Vertrag. In der Folgezeit spielte er Nebenrollen in großen Kinofilmen, unter anderem neben Gary Cooper in dem Abenteuerfilm Schiffbruch der Seelen (Souls at Sea), neben Tyrone Power in Suez, einem Abenteuerfilm über den Sueskanal und seinen Erbauer, Ferdinand de Lesseps, oder an der Seite von Greta Garbo und Charles Boyer in Maria Walewska (Conquest). Mit Tyrone Power spielte er auch in dem Kostümstreifen Marie-Antoinette, dort allerdings nur eine winzige Nebenrolle.
Einen verrückten Wissenschaftler spielte George Zucco erstmals 1938 in Charlie Chan in Honolulu, einem Krimi mit dem seinerzeit beliebten, heutzutage jedoch weniger bekannten chinesischen Meisterdetektiv Charlie Chan. Mit einem anderen Detektiv, nämlich Sherlock Holmes hatte George Zucco etwas später zu tun. In Die Abenteuer des Sherlock Holmes (The Adventures of Sherlock Holmes) spielte er 1939 den Professor Moriarty, Sherlock Holmes bekanntesten Widersacher. Im Jahr 1943 kehrte er an das Set der Filmreihe zurück, aber nicht in der Rolle des Moriarty. Er spielte in Verhängnisvolle Reise (Sherlock Holmes in Washington) die Rolle des Nazi-Spions Richard Stanley.
In den 1940er-Jahren spielte George Zucco immer wieder verrückte Wissenschaftler, besessene Priester und ähnliche Rollen in Horrorfilmen wie The Mummy’s Hand, The Mummy’s Tomb, The Mad Ghoul oder The Monster and the Girl. In Dr. Renault’s Secret verkörperte er einen Wissenschaftler, der einen Affenmenschen schafft, der für ihn erlittenes Unrecht rächen sollen, sich jedoch gegen seinen Schöpfer wendet. In Dead Men Walk stellte er zwei Zwillingsbrüder dar, von denen einer ein Vampir ist. In Frankensteins Haus spielte er an der Seite von Boris Karloff Professor Lampini, den Besitzer eines Kuriositätenkabinetts, in dem die leblosen Körper von Graf Dracula und dem Werwolf ausgestellt werden.
Parallel dazu erhielt George Zucco immer wieder Rollen außerhalb des Horrorgenres, wenngleich er hier nicht über Nebenrollen hinauskam. Neben Spencer Tracy trat er in dem Drama Das siebte Kreuz (The Seventh Cross) als KZ-Lagerkommandant Fahrenburg auf. An der Seite von Gene Kelly und Judy Garland spielte er 1948 den Vizekönig in dem Musical Der Pirat (The Pirate). Im gleichen Jahr stellte er einen bösen Priester in Johnny Weissmüllers letztem Tarzan-Abenteuer Tarzan in Gefahr (Tarzan and the Mermaids) dar. Mit Fred Astaire drehte er die Musicals Die Tänzer vom Broadway (The Barkleys of Broadway) und Tanzen ist unser Leben (Let’s Dance), in denen George Zucco allerdings weder tanzte noch sang.
Eine seiner letzten Rollen spielte er 1951 in dem Bibelfilm David und Bathseba (David and Bathseba) mit Gregory Peck und Susan Hayward in den Hauptrollen. George Zucco spielte dieses Mal keinen Priester, sondern einen ägyptischen Gesandten. Kurz darauf erlitt Zucco einen Schlaganfall, dessen gesundheitliche Folgen seine Schauspielkarriere beendeten.
Seine letzten Lebensjahre verbrachte George Zucco, der zuletzt auch unter Demenz litt, in einem Sanatorium. Dort erlag er im Alter von 74 Jahren einer Lungenentzündung. Mit seiner Ehefrau Frances Hawkes Zucco (1900–1999) war er von 1930 bis zu seinem Tod verheiratet. Ihr einziges gemeinsames Kind Frances Zucco (1931–1962) trat in den 1950er-Jahren in einigen Filmen als Schauspielerin auf und starb früh an einer Krebserkrankung.

## Filmografie (Auswahl)
- 1931: Dreyfus
- 1935: Der rote Sultan (Abdul the Damned)
- 1936: Dünner Mann, 2. Fall (After the Thin Man)
- 1936: Der Mann, der die Welt verändern wollte (The Man Who Could Work Miracles)
- 1937: Die Braut trug Rot (The Bride Wore Red)
- 1937: Maria Walewska (Conquest)
- 1937: Saratoga
- 1937: Tarantella (The Firefly)
- 1937: Schiffbruch der Seelen (Souls at Sea)
- 1938: Three Comrades
- 1938: Suez
- 1938: Charlie Chan in Honolulu
- 1938: Marie-Antoinette
- 1939: Kettensträfling in Australien (Captain Fury)
- 1939: Die Abenteuer des Sherlock Holmes (The Adventures of Sherlock Holmes)
- 1939: Der Glöckner von Notre Dame (The Hunchback of Notre Dame)
- 1939: Erbschaft um Mitternacht (The Cat and the Canary)
- 1940: Arise, My Love
- 1940: New Moon
- 1941: Die Frau mit der Narbe (A Woman’s Face)
- 1941: Topper 2 – Das Gespensterschloß (Topper Returns)
- 1942: Geliebte Spionin (My Favorite Blonde)
- 1942: Der Seeräuber (The Black Swan)
- 1943: Verhängnisvolle Reise (Sherlock Holmes in Washington)
- 1943: Holy Matrimony
- 1943: The Mad Ghoul
- 1943: Dead Men Walk
- 1944: Voodoo Man
- 1944: Das siebte Kreuz (The Seventh Cross)
- 1944: Frankensteins Haus (House of Frankenstein)
- 1945: Jagd im Nebel (Confidential Agent)
- 1945: Weekend im Waldorf (Week-End at the Waldorf)
- 1945: Der Dieb und die Blonde (Hold that Blonde)
- 1946: The Flying Serpent
- 1947: Angelockt (Lured)
- 1947: Desire Me
- 1947: Der Hauptmann von Kastilien (Captain from Castile)
- 1948: Der Pirat (The Pirate)
- 1948: Tarzan in Gefahr (Tarzan and the Mermaids)
- 1948: Johanna von Orleans (Joan of Arc)
- 1949: Der geheime Garten (The Secret Garden)
- 1949: Die Tänzer vom Broadway (The Barkleys of Broadway)
- 1949: Madame Bovary und ihre Liebhaber (Madame Bovary)
- 1950: Tanzen ist unser Leben – Let’s Dance (Let’s Dance)
- 1951: Beichte eines Arztes – Die erste Legion (The First Legion)
- 1951: David und Bathseba (David and Bathsheba)